# Richard Gagné
Dom Richard Gagné OSB (* 1954 in L'Islet-sur-Mer, Québec) ist ein kanadischer Organist.
Gagné studierte von 1969 bis 1976 am Konservatorium von Quebec und erhielt hier erste Preise in den Fächern Orgel, Harmonielehre, Musikgeschichte und -wissenschaft. Zwischen 1987 und 1990 ergänzte er hier seine Ausbildung in den Fächern Komposition, Musiktheorie und -geschichte. Zu seinen Lehrern zählten Claude Lavoie, Noëlla Genest, Pierick Houdy, Irène Brisson und Pierre Genest.
1976 trat er in die Benediktiner-Abtei Saint-Benoît-du-Lac ein, wo er 1984 zum Priester geweiht wurde. Neben seiner theologischen Ausbildung hatte er hier Orgelunterricht bei Dom André Laberge und studierte Orgelimprovisation bei Raymond Daveluy.
Er trat in der Provinz Quebec vielfach als Organist auf, und seine Orgelimprovisationen wurden von Radio-Canada übertragen. Zwischen 1991 und 1994 gab er Improvisationskurse beim atelier de musique sacrée in Épinal. Von 1996 bis 2003 war er als Nachfolger von Dom Jean Claire Chorleiter, seit 1998 auch Organist an der Abtei von Solesmes in Frankreich.

## Diskographie
- Saint-Saëns: Oeuvres pour orgue, Gagné an der Orgel der Chapelle de la Maison des Frères Maristes in Saint-Jean-sur-Richelieu, Doppel-CD, 1994
- À la venue de Noël: improvisations, Gagné an der Orgel der Abteikirche von Saint-Benoît-du-Lac, 2003